# أوناي البيزوا
أوناي البيزوا (بالإسبانية: Unai Albizua) (18 يناير 1989 بباراكالدو في إسبانيا - ) هو لاعب كرة قدم إسباني في مركز الدفاع. لعب مع أتلتيك بيلباو ب وأتلتيك بيلباو ونادي باسكونيا ونادي تينيريفي ونادي ليغانيس.

## وصلات خارجية
- أوناي البيزوا على موقع قاعدة بيانات كرة القدم.إي يو (الإنجليزية)
- أوناي البيزوا على موقع Soccerbase.com (لاعب) (الإنجليزية)
- أوناي البيزوا على موقع Soccerway.com (الإنجليزية)
- أوناي البيزوا على موقع AS.com (الإسبانية)